# Xanthooestrus formosus
Xanthooestrus formosus là một loài ruồi trong họ Tachinidae.